# 艾尔德屈尔特
艾尔德屈尔特，是匈牙利诺格拉德州所辖的一个村。总面积21.72平方公里，总人口569，人口密度26.2人/平方公里（2011年1月1日）。